# Томас Лурц
Томас Лурц  (нім. Thomas Lurz, 28 листопада 1979) — німецький плавець, олімпійський медаліст.

## Виступи на Олімпіадах
| Олімпіада   | Дисципліна                             | Місце |
| ----------- | -------------------------------------- | ----- |
| Афіни 2004  | плавання на 1500 метрів вільним стилем | 22    |
| Пекін 2008  | плавання на 10 км у відкритій воді     | 3     |
| Лондон 2012 | 10 км на відкритій воді                | 2     |